# Проспект Миру (станція метро, Кільцева лінія)
55°46′51″ пн. ш. 37°37′57″ сх. д. / 55.78083° пн. ш. 37.63250° сх. д.
«Проспект Миру» (рос. Проспект Мира) — станція Кільцевої лінії Московського метрополітену. Розташована між станціями «Комсомольська» і «Новослобідська».
Станція відкрита в 1952 у складі черги «Курська» — «Білоруська». Назва — по проспекту Миру, на самому початку якого розташована станція. До 20 червня 1966 станція мала назву «Ботанічний Сад» (по розташованому поблизу Ботанічному саду МГУ).

## Вестибюлі й пересадки
Вихід здійснюється через наземний вестибюль, споруджений за проектом А. Е. Аркіна і вбудований у житловий будинок, на проспекті Миру. На фасаді будівлі знаходяться годинник, в оформленні якого є скульптури. Зал вестибюля декорований смальтовим панно «Матері світу», виконаний художником А. Н. Кузнєцовим.
Станція має перехід на однойменну станцію Калузько-Ризької лінії, відкриту в 1958. У перехід можна потрапити з торця центрального залу.

### Пересадки
- Метростанцію  Проспект Миру
- Автобуси: м2, м9, 903, КМ (Риж), н9
- Трамваї: 7, 50

## Технічна характеристика
Конструкція станції — пілонна трисклепінна станція (глибина закладення — 40 )

## Оздоблення
Пілони центрального залу оздоблені світлим мармуром, колійні стіни покриті темно-червоним мармуром, підлога викладена сірим і чорним гранітом. Основна тема художнього оздоблення — сільське господарство СРСР. Центральний зал прикрашають барельєфи роботи Г. І. Мотовилова і фриз з рослинним орнаментом.

## Колійний розвиток

Схема колійного розвитку станції «Проспект Миру»

Станція з колійним розвитком — 3 стрілочних переводи і 1 станційна колія для обороту та відстою рухомого складу, що переходить у ССГ з Калузько-Ризької лінії.
Управління стрілочними переводами та світлофорами напівавтоматичної дії здійснюється з поста централізації станції «Проспект Миру» Калузько-Ризької лінії.